# Paul Montjoy Forti
Paul Montjoy Forti (nacido como Paul Antonio Montjoy Forti, el 19 de septiembre de 1994 en Chiclayo, Perú) es un poeta y escritor peruano. Es abogado y egresado de la facultad de derecho de la Universidad de Piura. Estudió una maestría en literatura hispánica en la Universidad de Oklahoma. Actualmente estudia el Ph.D. in Latin American, Iberian, and Luso-Afro-Brazilian Literatures and Cultures (LAILAB) en la Universidad de Rutgers en Nueva Jersey, Estados Unidos.

## Biografía
Paul Montjoy Forti nació en Chiclayo, Perú en 1994. Vivió su infancia en el balneario costeño de Pimentel.  
Posteriormente se estableció en la ciudad de Lima para estudiar Derecho en la Universidad de Piura. En el 2015 se mudó a la ciudad de Piura y vivió allí por tres años. 
En el 2016 publicó su primer poemario Quijotes Ultramarinos, el mismo que fue presentado en diversas instituciones académicas y culturales de Piura, Chiclayo y Lima. Durante los años que vivió en la ciudad de Piura realizó actividades de militancia con el Partido Aprista Peruano, del cual se distanció posteriormente. 
En el 2018 retornó a Lima y ejerció como abogado. Durante ese tiempo fue uno de los pocos investigadores sobre el principio de subsidiariedad en la constitución peruana. En el año 2020 se publicó su novela En la última noche yo te amé, la misma que fue catalogada por el portal internacional Infobae como uno de los mejores libros peruanos del año 2021. Este libro también fue destacado en el diario Perú 21 como uno de los más vendidos por su casa editorial.
En el año 2022 se publicó su segundo poemario, Los monstruos frente al espejo, en el cual explora la temática queer. Algunos poemas de este libro se han traducido al italiano por el Centro Cultural Tina Modotti y han sido publicados por la revista Nueva York Poetry Review y el portal web Lee por Gusto. Ese mismo año, se mudó a Oklahoma, Estados Unidos donde estudió un posgrado en la Universidad de Oklahoma. Actualmente ejerce como asistente de catedra del departamento de Español y Portugués de Rutgers University. Entre el 2022 y 2024 ejerció como asistente del departamento de Modern Languages, Literatures, and Linguistics de la Universidad de Oklahoma.

## Periodismo
En el 2017 asumió la dirección de Punto y Coma, un portal de noticias dirigido a un público juvenil. Renunció un año después por discrepancias con los dueños. En el 2020 fundó la revista Página en Blanco especializada en periodismo narrativo. En ella publicó diversos reportajes y artículos.
También ha publicado artículos para El Peruano así como la revista Ita Ius Esto de la Universidad de Piura. Ha realizado diversas entrevistas a personalidades de la cultura y políticos peruanos. Fue columnista de opinión en la edición web de Perú 21entre el 2022 al 2024, uno de los principales medios de comunicación de su país.

## Obra

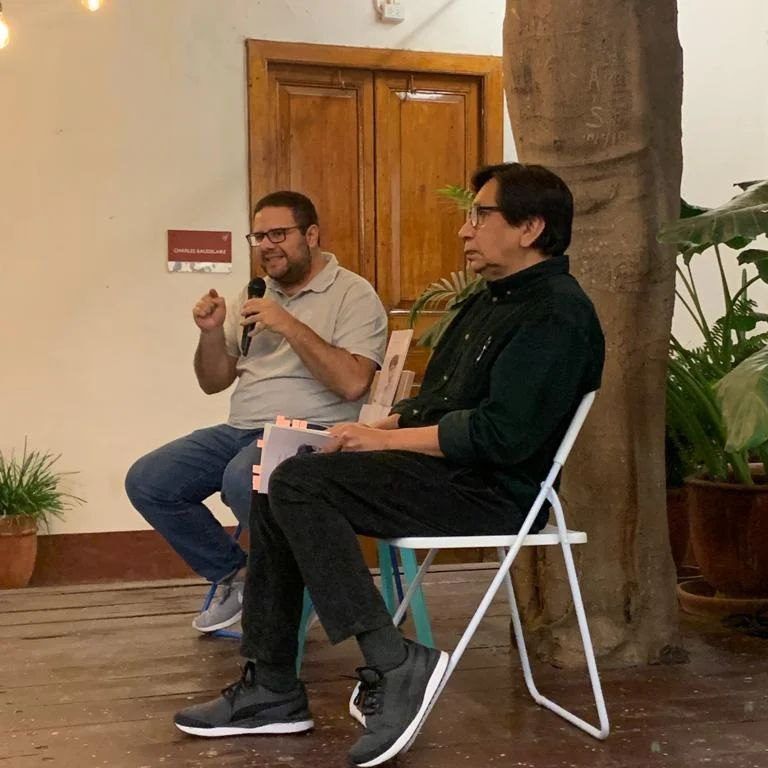
Presentación de "Los monstruos frente al espejo" en el centro cultural de la Alianza Francesa de la ciudad de Piura, Perú.

Paul Montjoy Forti es actualmente una de las nuevas voces de las literatura peruana y su obra, en cuanto poesía, se caracteriza por la exploración de la corporalidad, de la sexualidad y del recuerdo de la infancia. El mismo autor ha destacado la influencia de Jorge Eduardo Eielson y Blanca Varela en su obra poética. Así como la influencia de Kafka y Alejandra Pizarnik.
«Con una sensibilidad sardónica, Paul Montjoy se adentra en el espejo de Alicia en busca de los monstruos, huyendo de estos, hilando un universo homoerótico que interroga lo social y lo religioso. Sus versos, de una lucidez y franqueza desgarradoras, revelan a un Narciso que adora y rehúye su reflejo a veces monstruo, a veces hombre. Griego y furiosamente de ensueño, este libro es un grito cansado, un sentarse con un cigarrillo a esperar el regreso del amor o de la muerte». Víctoria Mallorga (poeta)
En cuanto a la novela, En la última noche yo te amé ha sido catalogada como una novela negra que mezcla elementos del género policial y del suspenso político. Se puede notar la influencia de Javier Marías y Mario Vargas Llosa en su prosa. La gestora cultural Victoria Guerrero destacó este libro, en el portal internacional Infobae, como uno de los libros peruanos más importantes del año 2021.

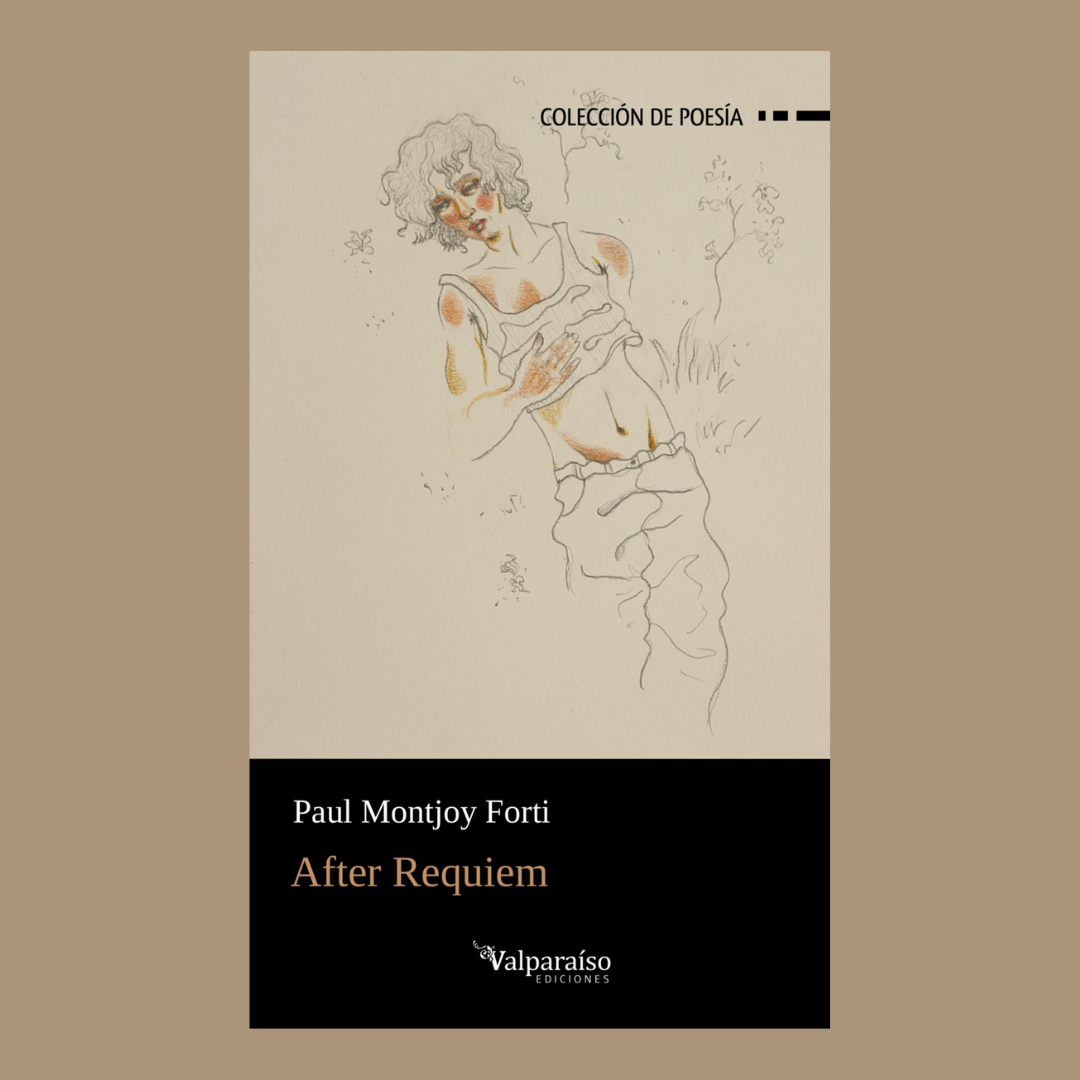
Portada del poemario After Requiem editado por Valparaiso Ediciones, España.

«Este crimen es la excusa perfecta para tener una mirada sobre lo que fue el Perú a inicios de los años 90 con la corrupción, programas y canales de televisión vendidos al régimen dictatorial de Alberto Fujimori y el caos que sembraba el terrorismo sin que se tomen realmente las medidas correctivas. Una novela adictiva con un trasfondo muy interesante».  Victoria Guerrero, gestora cultural.
En diciembre de 2023 se enunció la publicación del poemario After Requiem, editado por la internacional Valparaiso Ediciones (España). 
En el Perú, "After Requiem" fue presentado en el Centro Cultural de España en julio del 2024, con la participación de las escritoras Christiane Felip Vidal y Úrsula Alvarado, y con la actriz Vanessa De La Torre. 

## Poesía

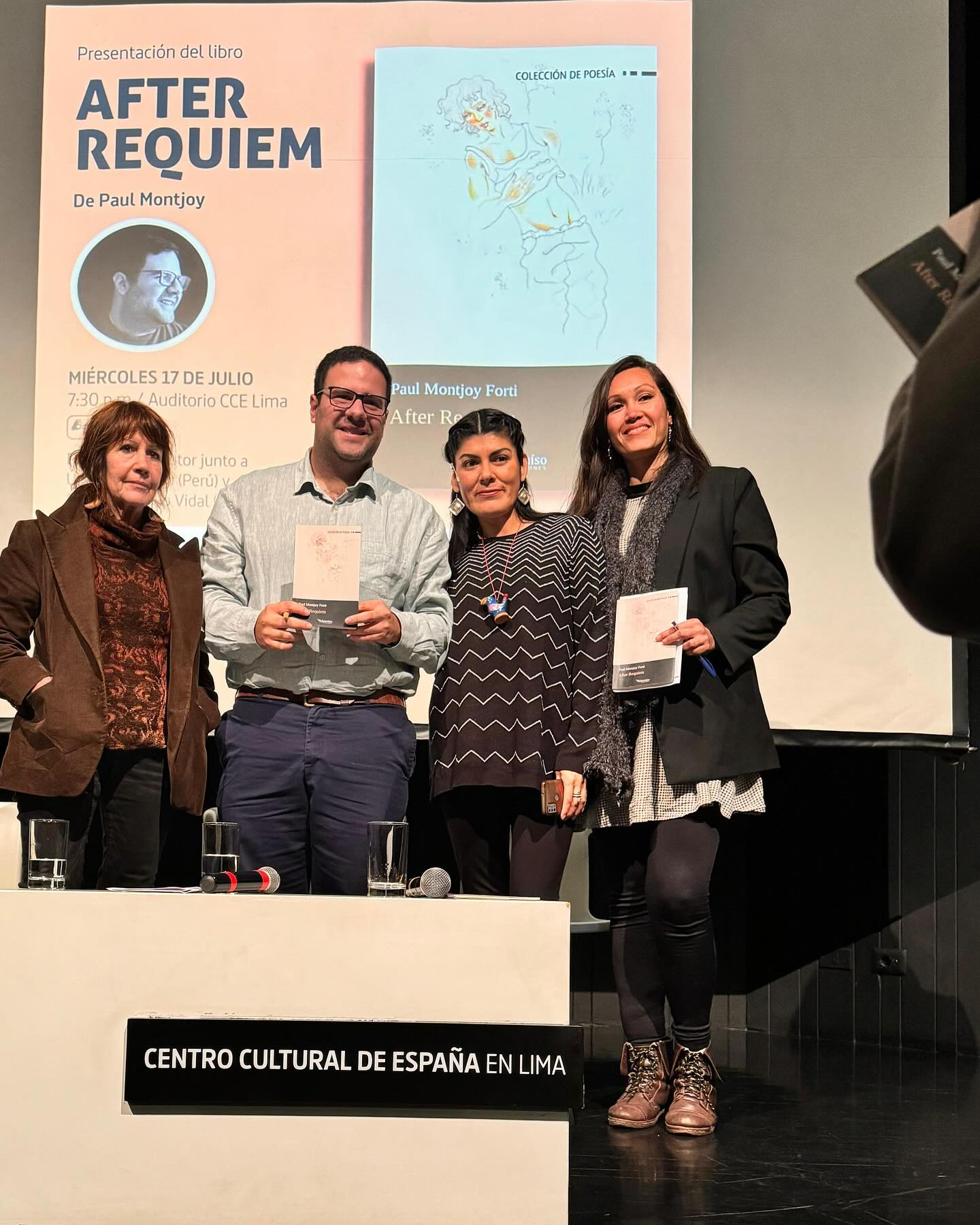
Presentación del poemario "After Requiem" en el Centro Cultural de España en la ciudad de Lima, Perú (2024).

- After Requiem (Valparaiso Ediciones, 2024)
- Los monstruos frente al espejo[16] (Grupo Editorial Caja Negra, 2022)
- Quijotes ultramarinos[17] (Caramanduca Editores, 2016)

## Novela
- En la última noche yo te amé[18] (Grupo Editorial Caja Negra, 2020)

## Ensayo
- "Permitido reírse" (Latin American Literature Today, 2024)

## Apariciones en antologías
- La marca del suicida (Cuento) en "Antología de narrativa LGBTQ+ escrita en español en Estados Unidos y Puerto Rico" (Ars Communis Editorial, 2023)

## Crítica Literaria
- "Lo subalterno en Los inocentes de Oswaldo Reynoso: “Choledad”, (homo)erotismo y disrupción cultural" (Hispanic Journal, 2024)
- "Brotes de lo extraño en Tarde llega el desengaño de María de Zayas" (Mercurio Peruano, 2024)

## Columnas
- Artículos publicados en Perú21
- Artículos publicados en Página en Blanco

## Otras publicaciones
- El principio de subsidiariedad económica en el Perú (Pirhua, 2018)
- Una breve defensa del principio de subsidiariedad (Ita Ius Esto, 2020)
- La justicia y los textos'' (Pólemos, 2020)
- Momento para repensar el Perú (El Peruano, 2021)